# L'Abri-du-Vent-de-Nord
L'Abri-du-Vent-de-Nord est un hameau de la municipalité canadienne de Saint-Paul-de-l'Île-aux-Noix faisant partie de la municipalité régionale de comté du Haut-Richelieu dans la région de la Montérégie au Québec.

## Géographie
L'Abri-du-Vent-de-Nord est situé dans la municipalité de Saint-Paul-de-l'Île-aux-Noix dans la municipalité régionale de comté du Haut-Richelieu en Montérégie. Il est situé sur la rive ouest de la rivière Richelieu.